# Evoluzione del collegio cardinalizio durante il pontificato di Pio X
Di seguito è riportata l'evoluzione del collegio cardinalizio durante il pontificato di Pio X (4 agosto 1903-20 agosto 1914) e la successiva sede vacante (20 agosto 1914-3 settembre 1914).

## Evoluzione in sintesi
Dopo l'elezione del cardinale Giuseppe Sarto, il collegio dei cardinali era costituito da 63 cardinali.

Pio X ha creato 50 cardinali in 7 concistori.

Durante il suo pontificato sono deceduti 48 cardinali.
| Data                                  | Avvenimento                                                | Totale |
| ------------------------------------- | ---------------------------------------------------------- | ------ |
| 4 agosto 1903                         | Elezione del cardinale Giuseppe Sarto (Pio X)              | 63     |
| dal 9 novembre 1903 al 31 luglio 1914 | Cardinali creati                                           | +50    |
| dal 9 novembre 1903 al 31 luglio 1914 | Cardinali deceduti                                         | -48    |
| 20 agosto 1914                        | Morte di papa Pio X                                        | 65     |
| 3 settembre 1914                      | Elezione del cardinale Giacomo della Chiesa (Benedetto XV) | 64     |

## Composizione per paese d'origine
Fra il conclave del 1903 e il conclave del 1914, la composizione del collegio per paese d'origine dei cardinali è leggermente mutata: gli italiani sono diminuiti dal 60% al 50% dei componenti mentre è cresciuta, sia pur di poco, la presenza di cardinali americani.
| Paese                | 1903 | 1914 |
| -------------------- | ---- | ---- |
| Brasile              | 0    | 1    |
| Canada               | 0    | 1    |
| Stati Uniti          | 1    | 3    |
| Totale America       | 1    | 5    |
| Austria-Ungheria     | 5    | 6    |
| Belgio               | 1    | 1    |
| Francia              | 7    | 7    |
| Germania             | 3    | 2    |
| Paesi Bassi          | 0    | 1    |
| Italia               | 39   | 33   |
| Regno del Portogallo | 1    | 2    |
| Regno Unito          | 2    | 3    |
| Spagna               | 5    | 5    |
| Totale Europa        | 63   | 60   |
| Totale               | 64   | 65   |

## Composizione per concistoro
In conseguenza della diversa durata dei pontificati di Leone XIII e di Pio X, nei conclavi successivi alla loro morte, i cardinali creati dal precedente pontefice erano solo 1 nel 1903 ma quasi un terzo (21 su 65) nel 1914.
| Concistoro           | 1903 | 1914 |
| -------------------- | ---- | ---- |
| Dicembre 1873        | 1    |      |
| Creati da Pio IX     | 1    | 0    |
| Marzo 1884           | 1    | 1    |
| Novembre 1884        | 1    |      |
| Luglio 1885          | 2    |      |
| Giugno 1886          | 2    | 1    |
| Marzo 1887           | 2    | 1    |
| Febbraio 1889        | 1    |      |
| Maggio 1889          | 2    |      |
| Dicembre 1889        | 1    | 1    |
| Giugno 1891          | 1    |      |
| Gennaio 1893         | 7    | 3    |
| Giugno 1893          | 2    |      |
| Maggio 1894          | 4    | 1    |
| Novembre 1895        | 4    | 1    |
| Giugno 1896          | 3    | 2    |
| Novembre 1896        | 2    | 1    |
| Aprile 1897          | 3    | 1    |
| Giugno 1899          | 10   | 4    |
| Aprile 1901          | 8    | 4    |
| Giugno 1903          | 7    |      |
| Creati da Leone XIII | 63   | 21   |
| Novembre 1903        |      | 1    |
| Dicembre 1905        |      | 2    |
| Aprile 1907          |      | 6    |
| Dicembre 1907        |      | 4    |
| Novembre 1911        |      | 17   |
| Dicembre 1912        |      | 1    |
| Maggio 1914          |      | 13   |
| Creati da Pio X      |      | 44   |
| Totale               | 64   | 65   |

## Elenco degli avvenimenti
| Data              | Avvenimento                                                                    | Paese                 | Cardinali |
| ----------------- | ------------------------------------------------------------------------------ | --------------------- | --------- |
| 4 agosto 1903     | Elezione papale del cardinale Giuseppe Sarto con il nome di Pio X              | Città del Vaticano    | 63        |
| 9 novembre 1903   | Concistoro per la creazione di 2 cardinali:                                    | Città del Vaticano    | 65        |
| 9 novembre 1903   | Giuseppe Callegari                                                             | Italia                | 65        |
| 9 novembre 1903   | Rafael Merry del Val                                                           | Spagna                | 65        |
| 9 dicembre 1903   | Morte del cardinale Sebastián Herrero Espinosa de los Monteros                 | Spagna                | 64        |
| 14 aprile 1904    | Morte del cardinale Michelangelo Celesia                                       | Italia                | 63        |
| 14 novembre 1904  | Morte del cardinale Mario Mocenni                                              | Italia                | 62        |
| 1º gennaio 1905   | Morte del cardinale Benoît-Marie Langénieux                                    | Francia               | 61        |
| 28 aprile 1905    | Morte del cardinale Andrea Aiuti                                               | Italia                | 60        |
| 7 settembre 1905  | Morte del cardinale Raffaele Pierotti                                          | Italia                | 59        |
| 11 dicembre 1905  | Concistoro per la creazione di 4 cardinali:                                    | Città del Vaticano    | 63        |
| 11 dicembre 1905  | József Samassa                                                                 | Austria-Ungheria      | 63        |
| 11 dicembre 1905  | Marcelo Spínola y Maestre                                                      | Spagna                | 63        |
| 11 dicembre 1905  | Joaquim Arcoverde de Albuquerque Cavalcanti                                    | Brasile               | 63        |
| 11 dicembre 1905  | Ottavio Cagiano de Azevedo                                                     | Italia                | 63        |
| 20 gennaio 1906   | Morte del cardinale Marcelo Spínola y Maestre                                  | Spagna                | 62        |
| 25 gennaio 1906   | Morte del cardinale Pierre-Lambert Goossens                                    | Belgio                | 61        |
| 10 febbraio 1906  | Morte del cardinale Adolphe Perraud                                            | Francia               | 60        |
| 15 febbraio 1906  | Morte del cardinale Achille Manara                                             | Italia                | 59        |
| 14 aprile 1906    | Morte del cardinale Giuseppe Callegari                                         | Italia                | 58        |
| 21 aprile 1906    | Morte del cardinale Guillaume-Marie-Joseph Labouré                             | Francia               | 57        |
| 29 dicembre 1906  | Morte del cardinale Felice Cavagnis                                            | Italia                | 56        |
| 29 dicembre 1906  | Morte del cardinale Luigi Tripepi                                              | Italia                | 55        |
| 29 marzo 1907     | Morte del cardinale Luigi Macchi                                               | Italia                | 54        |
| 15 aprile 1907    | Concistoro per la creazione di 7 cardinali:                                    | Città del Vaticano    | 61        |
| 15 aprile 1907    | Aristide Cavallari                                                             | Italia                | 61        |
| 15 aprile 1907    | Gregorio María Aguirre y García                                                | Spagna                | 61        |
| 15 aprile 1907    | Aristide Rinaldini                                                             | Italia                | 61        |
| 15 aprile 1907    | Benedetto Lorenzelli                                                           | Italia                | 61        |
| 15 aprile 1907    | Pietro Maffi                                                                   | Italia                | 61        |
| 15 aprile 1907    | Alessandro Lualdi                                                              | Italia                | 61        |
| 15 aprile 1907    | Desiré-Félicien-François-Joseph Mercier                                        | Belgio                | 61        |
| 10 agosto 1907    | Morte del cardinale Domenico Svampa                                            | Italia                | 60        |
| 24 agosto 1907    | Morte del cardinale Emidio Taliani                                             | Italia                | 59        |
| 15 ottobre 1907   | Morte del cardinale Andreas Steinhuber                                         | Germania              | 58        |
| 16 dicembre 1907  | Concistoro per la creazione di 4 cardinali:                                    | Città del Vaticano    | 62        |
| 16 dicembre 1907  | Pietro Gasparri                                                                | Italia                | 62        |
| 16 dicembre 1907  | Louis-Henri-Joseph Luçon                                                       | Francia               | 62        |
| 16 dicembre 1907  | Pierre-Paulin Andrieu                                                          | Francia               | 62        |
| 16 dicembre 1907  | Gaetano De Lai                                                                 | Italia                | 62        |
| 28 gennaio 1908   | Morte del cardinale François-Marie-Benjamin Richard de La Vergne               | Francia               | 61        |
| 17 marzo 1908     | Morte del cardinale Giovanni Battista Casali del Drago                         | Italia                | 60        |
| 25 aprile 1908    | Morte del cardinale Gennaro Portanova                                          | Italia                | 59        |
| 22 luglio 1908    | Morte del cardinale Carlo Nocella                                              | Italia                | 58        |
| 26 ottobre 1908   | Morte del cardinale François-Désiré Mathieu                                    | Francia               | 57        |
| 27 ottobre 1908   | Morte del cardinale Salvador Casañas y Pagés                                   | Spagna                | 56        |
| 19 dicembre 1908  | Morte del cardinale Victor-Lucien-Sulpice Lécot                                | Francia               | 55        |
| 3 febbraio 1909   | Morte del cardinale Serafino Cretoni                                           | Italia                | 54        |
| 26 febbraio 1909  | Morte del cardinale Ciriaco María Sancha y Hervás                              | Spagna                | 53        |
| 8 gennaio 1910    | Morte del cardinale Francesco Satolli                                          | Italia                | 52        |
| 24 novembre 1910  | Morte del cardinale Alessandro Sanminiatelli Zabarella                         | Italia                | 51        |
| 4 gennaio 1911    | Morte del cardinale Francesco Segna                                            | Italia                | 50        |
| 17 aprile 1911    | Morte del cardinale Beniamino Cavicchioni                                      | Italia                | 49        |
| 5 agosto 1911     | Morte del cardinale Anton Josef Gruscha                                        | Austria-Ungheria      | 48        |
| 16 agosto 1911    | Morte del cardinale Francis Patrick Moran                                      | Austria-Ungheria      | 47        |
| 8 settembre 1911  | Morte del cardinale Jan Puzyna de Kosielsko                                    | Germania              | 46        |
| 27 novembre 1911  | Concistoro per la creazione di 18 cardinali e di 1 in pectore:                 | Città del Vaticano    | 64        |
| 27 novembre 1911  | Enrique Almaraz y Santos                                                       | Spagna                | 64        |
| 27 novembre 1911  | Léon-Adolphe Amette                                                            | Francia               | 64        |
| 27 novembre 1911  | Franziskus von Sales Bauer                                                     | Austria-Ungheria      | 64        |
| 27 novembre 1911  | Louis Billot                                                                   | Francia               | 64        |
| 27 novembre 1911  | Gaetano Bisleti                                                                | Italia                | 64        |
| 27 novembre 1911  | Francis Alphonsus Bourne                                                       | Regno Unito           | 64        |
| 27 novembre 1911  | José María Cos y Macho                                                         | Spagna                | 64        |
| 27 novembre 1911  | François-Virgile Dubillard                                                     | Francia               | 64        |
| 27 novembre 1911  | Diomede Falconio                                                               | Italia                | 64        |
| 27 novembre 1911  | John Murphy Farley                                                             | Stati Uniti d'America | 64        |
| 27 novembre 1911  | Gennaro Granito Pignatelli di Belmonte                                         | Italia                | 64        |
| 27 novembre 1911  | Giovanni Battista Lugari                                                       | Italia                | 64        |
| 27 novembre 1911  | Franz Xaver Nagl                                                               | Austria-Ungheria      | 64        |
| 27 novembre 1911  | William Henry O'Connell                                                        | Stati Uniti d'America | 64        |
| 27 novembre 1911  | Basilio Pompilj                                                                | Italia                | 64        |
| 27 novembre 1911  | Willem Marinus van Rossum                                                      | Paesi Bassi           | 64        |
| 27 novembre 1911  | François-Marie-Anatole de Rovérié de Cabrières                                 | Francia               | 64        |
| 27 novembre 1911  | Antonio Vico                                                                   | Italia                | 64        |
| 30 luglio 1912    | Morte del cardinale Anton Hubert Fischer                                       | Germania              | 63        |
| 20 agosto 1912    | Morte del cardinale József Samassa                                             | Austria-Ungheria      | 62        |
| 12 settembre 1912 | Morte del cardinale Pierre-Hector Coullié                                      | Francia               | 61        |
| 14 novembre 1912  | Morte del cardinale Alfonso Capecelatro di Castelpagano                        | Italia                | 60        |
| 2 dicembre 1912   | Concistoro per la creazione di 1 cardinale:                                    | Città del Vaticano    | 61        |
| 2 dicembre 1912   | Károly Hornig                                                                  | Austria-Ungheria      | 61        |
| 4 febbraio 1913   | Morte del cardinale Franz Xavier Nagl                                          | Austria-Ungheria      | 60        |
| 22 marzo 1913     | Morte del cardinale Pietro Respighi                                            | Italia                | 59        |
| 7 settembre 1913  | Morte del cardinale José de Calasanz Félix Santiago Vives y Tutó               | Spagna                | 58        |
| 10 ottobre 1913   | Morte del cardinale Gregorio María Aguirre y García                            | Spagna                | 57        |
| 7 dicembre 1913   | Morte del cardinale Luigi Oreglia di Santo Stefano                             | Italia                | 56        |
| 16 dicembre 1913  | Morte del cardinale Mariano Rampolla del Tindaro                               | Italia                | 55        |
| 31 gennaio 1914   | Morte del cardinale Casimiro Gennari                                           | Italia                | 54        |
| 27 febbraio 1914  | Morte del cardinale Johannes Baptist Katschthaler                              | Austria-Ungheria      | 53        |
| 4 marzo 1914      | Morte del cardinale Georg von Kopp                                             | Germania              | 52        |
| 25 maggio 1914    | Concistoro per la creazione di 13 cardinali e pubblicazione di 1 in pectore:   | Città del Vaticano    | 66        |
| 25 maggio 1914    | António Mendes Bello                                                           | Portogallo            | 66        |
| 25 maggio 1914    | Victoriano Guisasola y Menéndez                                                | Spagna                | 66        |
| 25 maggio 1914    | Louis Nazaire Bégin                                                            | Canada                | 66        |
| 25 maggio 1914    | Domenico Serafini                                                              | Italia                | 66        |
| 25 maggio 1914    | Giacomo della Chiesa (futuro papa Benedetto XV)                                | Italia                | 66        |
| 25 maggio 1914    | János Csernoch                                                                 | Austria-Ungheria      | 66        |
| 25 maggio 1914    | Franziskus A. von Bettinger                                                    | Germania              | 66        |
| 25 maggio 1914    | Hector-Irénée Sévin                                                            | Francia               | 66        |
| 25 maggio 1914    | Felix von Hartmann                                                             | Germania              | 66        |
| 25 maggio 1914    | Friedrich Gustav Piffl                                                         | Austria-Ungheria      | 66        |
| 25 maggio 1914    | Scipione Tecchi                                                                | Italia                | 66        |
| 25 maggio 1914    | Filippo Giustini                                                               | Italia                | 66        |
| 25 maggio 1914    | Michele Lega                                                                   | Italia                | 66        |
| 25 maggio 1914    | Francis Aidan Gasquet                                                          | Regno Unito           | 66        |
| 31 luglio 1914    | Morte del cardinale Giovanni Battista Lugari                                   | Italia                | 65        |
| 20 agosto 1914    | Morte di papa Pio X                                                            | Città del Vaticano    | 65        |
| 31 agosto 1914    | Apertura del conclave                                                          | Città del Vaticano    | 65        |
| 3 settembre 1914  | Elezione papale del cardinale Giacomo della Chiesa con il nome di Benedetto XV | Città del Vaticano    | 64        |